# Sarah Moore Grimké

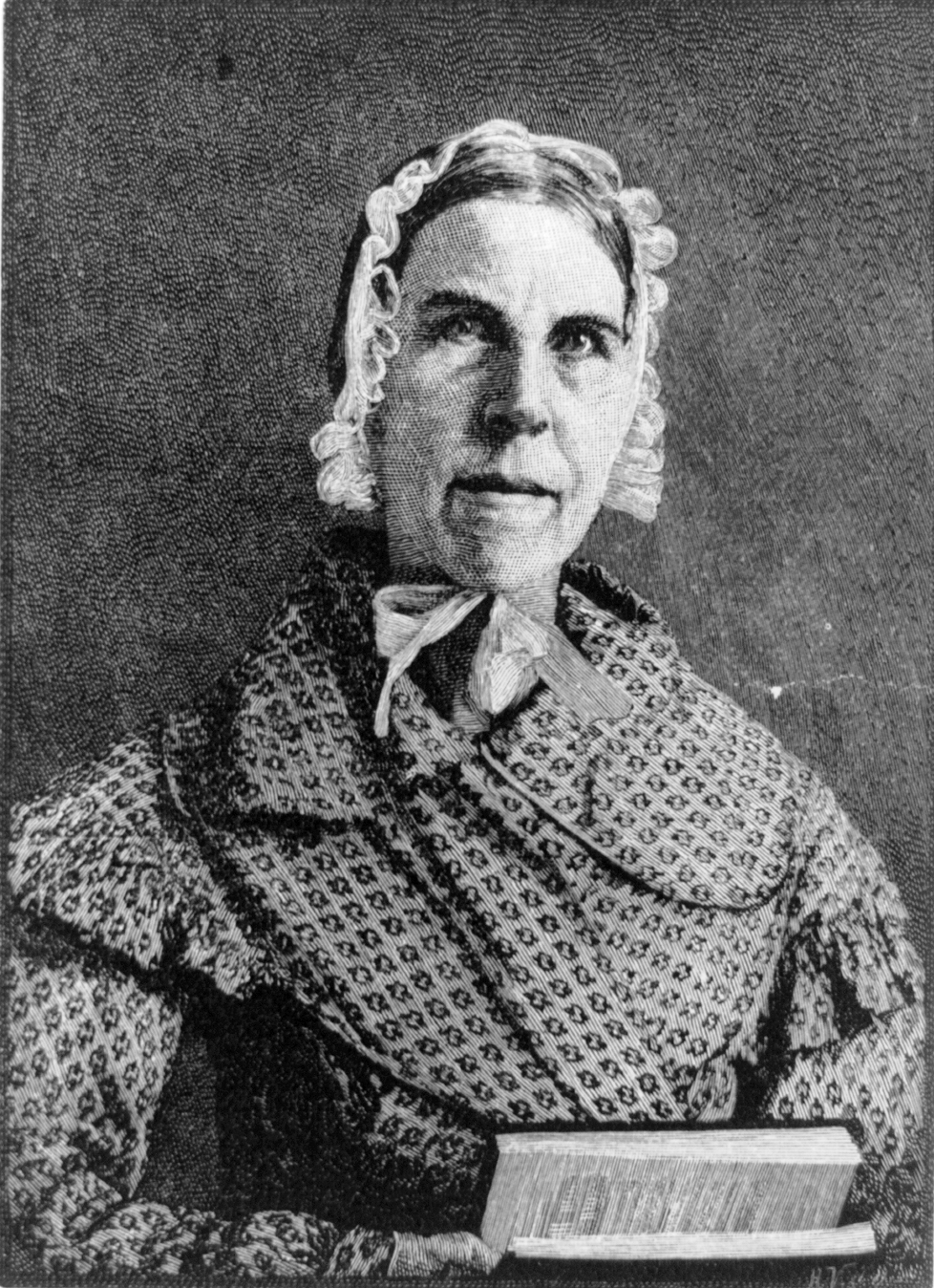
Sarah Moore Grimké

Sarah Moore Grimké (* 26. November 1792 in Charleston South Carolina; † 23. Dezember 1873 in Hyde Park bei Boston, Massachusetts) war eine amerikanische Abolitionistin, Schriftstellerin, Bürgerrechtlerin und frühe Feministin. Sie war die Tochter eines angesehenen und reichen Pflanzers und Sklavenbesitzers, John Faucheraud Grimké. In den 1820er Jahren zog sie nach Philadelphia, wo sie zum Quäkertum konvertierte, ebenso wie ihre Schwester Angelina. Beide wurden aktive Gegnerinnen der Sklaverei und begannen öffentliche Reden im Kreis der Abolitionisten zu halten, denn sie konnten aus erster Hand über ihre heimatlichen Erfahrungen mit der Sklaverei berichten. Sie unterstützten somit die Sklavenbefreiung und wurden auch Anwältinnen für die Frauenrechte.

## Biographie

### Kindheit und Jugend in South Carolina
Sarah Grimké wurde 1792 in Charleston geboren als sechstes von insgesamt 14 Kindern. Ihr Vater, John Faucheraud Grimké, ein reicher Plantagenbesitzer, war von Beruf Anwalt und Richter. Ihre Mutter, Mary Smith, war Hausfrau und aktives Mitglied der Amerikanischen Episkopalkirche.
Als Kind war sich Grimké bewusst, dass sie eine viel schwächere Ausbildung als ihre Brüder bekam. Als „höhere Tochter“ bekam sie Unterricht im Zeichnen, Sticken, Cembalospiel und Französisch, durfte aber nicht studieren. Die wissensdurstige Sarah lernte allerdings so viel wie möglich von ihrem älteren Bruder, der an der Yale-Universität studierte: Latein, Griechisch, Mathematik, Erdkunde. Sie las auch die Bücher in der Bibliothek ihres Vaters, darunter juristische Werke. Obwohl ihre Eltern sie für sehr klug hielten, erlaubten sie ihr nicht, sich ihren Traum zu erfüllen und Anwältin zu werden. Eine Anwaltstätigkeit war damals in den Augen der Gesellschaft ein „unweiblicher“ Beruf.
Grimké war damit unzufrieden und freundete sich mit den Sklaven auf der Plantage ihrer Familie an, denen sie das Lesen der Bibel beibringen wollte. Ihre Eltern aber verboten das, weil der Leseunterricht für Sklaven illegal war. Deswegen traf sie ihr Zimmermädchen geheim, um mit ihr Lesen und Schreiben zu üben, was ihre Eltern ebenfalls unterbanden.

### Leben und Wirken in den Nordstaaten

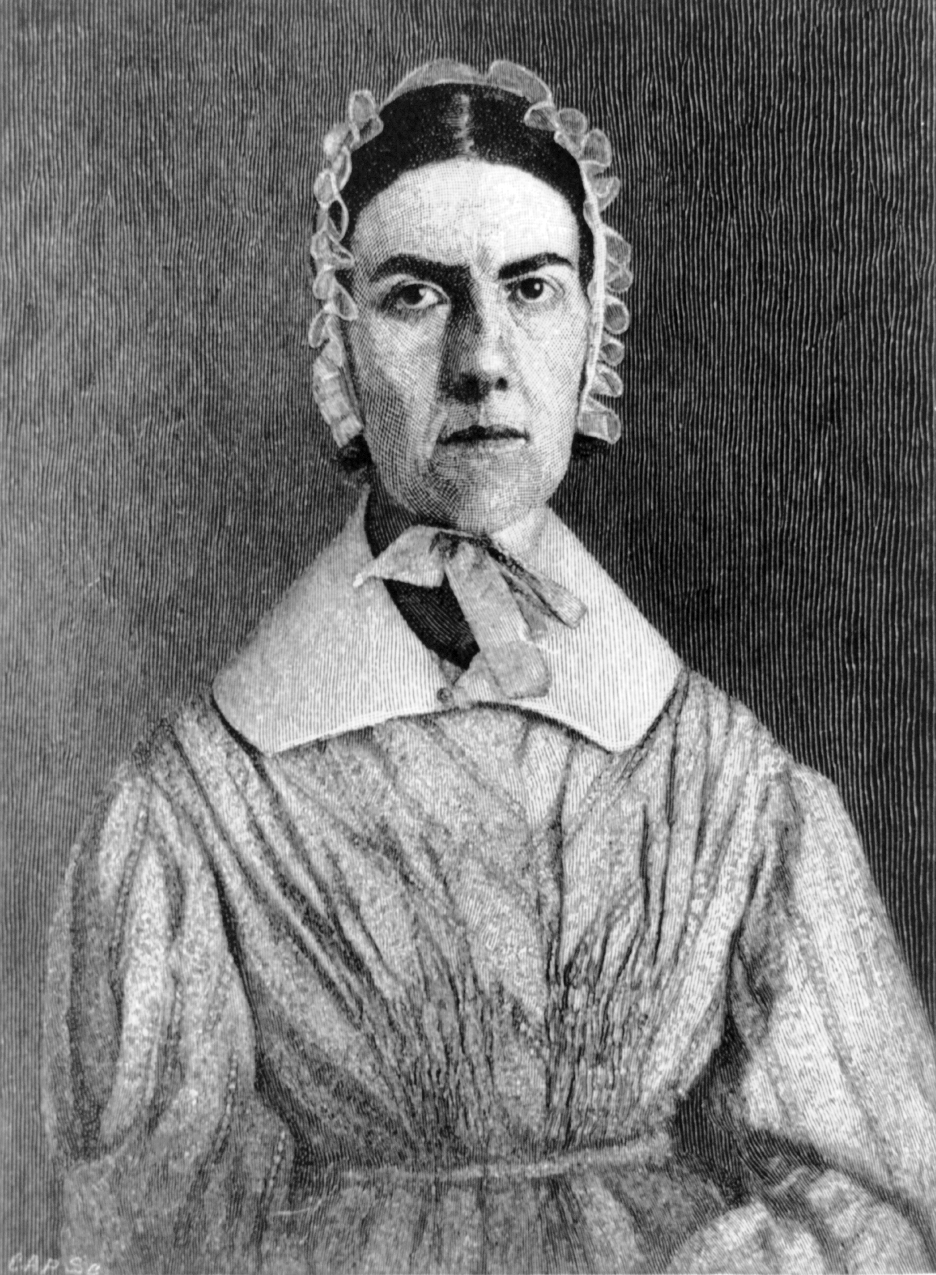
Die jüngere Schwester Angelina

Nachdem sie 1821 sich vom Elternhaus gelöst hatte und nach Philadelphia umgezogen war, konvertierte sie zum Quäkertum und wurde aktive Befürworterin der Frauen- und Schwarzenrechte. Als sie Predigerin der Quäker werden wollte, verhinderten die männlichen Quäker dies. Nachdem auch ihre jüngere Schwester Angelina nach Philadelphia gekommen war, gingen die beiden nach Neuengland, wo sie an den Demonstrationen gegen Sklaverei teilnahmen.
Sie schilderten zuerst vor kleinen Gruppen von Frauen, bald aber auch vor großem gemischtem Publikum die Grausamkeit der Sklaverei aus eigener Anschauung. In einem Jahr sprachen sie in 88 Versammlungen vor mehr als 40.000 Menschen. Vor allem Angelina war eine begabte Rednerin, die das Publikum bewegte und begeisterte. Beide waren ein Teil der abolitionistischen Bewegung geworden und veröffentlichten darüber viele Artikel und Briefe. Ihre Reden über die Abschaffung der Sklaverei und über Frauenrechte waren in ihrer Zeit sehr populär.
Das berühmteste Zitat von Sarah ist immer noch folgender veröffentlichter Satz aus dem Boston Spectator:
„I ask no favors for my sex. I surrender not our claim to equality. All I ask of our brethren is, that they will take their feet from off our necks, and permit us to stand upright on that ground which God designed us to occupy.“ (Im Brief 2 vom 17. Juli 1837)
„Ich verlange keine Privilegien für mein Geschlecht. Ich gebe meinen Anspruch auf Gleichheit nicht auf. Alles was ich von unsern Brüdern erwarte ist, daß sie ihre Füße von unseren Nacken wegnehmen und uns erlauben, aufrecht auf dem Grund und Boden zu stehen, für den Gott uns vorgesehen hat.“ (Sarah Grimké im Boston Spectator)

## Würdigung
Sarah Moore Grimké war die Autorin, die in den Vereinigten Staaten zuerst öffentlich für die Gleichheit von Mann und Frau argumentierte. Sie arbeitete an der Beseitigung der Sklaverei und entwickelte eine Abneigung gegenüber christlichen Kirchen, die „unchristlich“ geworden waren; und sie kämpfte ständig gegen Vorurteile gegenüber Afroamerikanern und Frauen.
Ihre Schriften lieferten Argumente und Ideen, die andere Frauenrechtlerinnen aufgriffen, wie z. B. Lucy Stone, Elizabeth Cady Stanton, Lucretia Mott. Sie halfen dabei, die Sklaverei zu beenden und mit dem Kampf um das Frauenwahlrecht zu beginnen.
Sarah Grimké wird nicht nur als Abolitionistin, sondern auch als Feministin betrachtet, da sie die „Religiöse Gesellschaft der Freunde“ (Quäkertum) herausforderte, deren Mitglieder zwar die Frauen-Inklusion befürworteten, aber sie sonst im Stich ließen. Durch ihre Beschäftigung mit dem Abolitionismus wurde sie sensibel für die Einschränkungen der Frauen. Sie wollte nicht dem Manne untertan werden und heiratete deswegen nicht. Als öffentliche Rednerin verstieß sie gegen das ungeschriebene Gesetz, dass Frauen öffentlich – vor allem vor „gemischtem Auditorium“ von Frauen und Männern – nicht zu reden hätten. Da sie es tat, wurde sie als Führerin in der Sache der Frauen angesehen, da sie so offen gegen das Herkommen und die Sitte verstieß.

## Werke
Sarah Moore Grimkè:
- An Epistle to the Clergy of the Southern States 1836
- Letters on the equality of the sexes, and the condition of woman. Addressed to Mary S. Parker. Scholar Select, 1838. 6 Wiederauflagen: 2008, 2012, 2015, 2017, 2018, 2019
- Weitere Veröffentlichungen zusammen mit ihrer Schwester Angelina Emily Grimké.

## Roman zu den Grimké Schwestern
2014 erschien ein Roman von Sue Monk Kidd mit dem Titel The Invention of Wings. In ihm geht es um das Leben und Wirken der Grimké Schwestern. Die deutsche Übersetzung ist im btb-Verlag 2015 erschienen und heißt Die Erfindung der Flügel. Sie schildert in eindrucksvoller Weise das Sklavendasein in den Südstaaten wie auch die gesellschaftlichen Verhältnisse in den nördlicheren Staaten Pennsylvania, New York und in den Neuengland-Staaten.
Sue Monk Kidd, die damals in Charleston lebte, war erstaunt, von diesen beiden Schwestern, die sich zu Beginn des 19. Jahrhunderts für die Abschaffung der Sklaverei, gegen die Rassentrennung und für die Frauenrechte eingesetzt hatten, vorher nie etwas gehört zu haben, und begann sich über die Grimké-Schwestern zu informieren. In ihrem historischen Roman hielt sie sich dann aber nicht in allen Einzelheiten an die überlieferten Quellen. Sie stellte Sarah Grimké als eine der beiden Ich-Erzählerinnen in den Mittelpunkt; die Erlebnisse ihrer Gegenspielerin Hetty bzw. Handful Grimké, einer Sklavin, sind fiktiv. Eine Sklavin namens Hetty hat zwar wirklich existiert, es ist jedoch über sie außer der Tatsache, dass sie jung gestorben ist, fast nichts überliefert.
Oprah Winfrey, die sich laut Klappentext der deutschen Ausgabe die Filmrechte an dem Roman gesichert hat, sagte in einem Interview mit der Autorin: „What gets me throughout the novel is that in such an imaginative and forceful way you enable us to see the state of women's rights—that not so long ago, women were just pieces of property“, und Monk Kidd bestätigte ihren Eindruck, dass das Thema des Buches durchaus Aktualität besitzt: „We are not finished with the legacy of slavery or with the bias in our gender relations, and that's why the topics are still relevant.“

## Ausgabe
- Sue Monk Kidd, Die Erfindung der Flügel. Aus dem amerikanischen Englisch übersetzt von Astrid Mania, btb 2015, ISBN 978-3-442-75485-4